# Glenea wiedenfeldi
Glenea wiedenfeldi là một loài bọ cánh cứng trong họ Cerambycidae.